# Jednostka informacji
Jednostki informacji – najmniejsza jednostka informacji, inaczej bit. Skrótem (symbolem) bitu jest b. Wyższe jednostki to:
- półbajt (ang. nybble) – 4 bity;
- oktet (ang. octet) – 8 bitów;
- bajt (ang. byte, symbol: B) – pierwotnie liczba bitów przetwarzana jednocześnie przez komputer. Obecnie używany wyłącznie do oznaczania 8 bitów (czyli oktetu).

Do określenia większej liczby bajtów stosuje się przedrostki dziesiętne układu SI, będące wielokrotnościami liczby 10 (103n), jednak najczęściej są one używane w znaczeniu przedrostków dwójkowych:
- kilobajt (ang. kilobyte, symbol kB) – 103 = 1000 bajtów;
- megabajt (ang. megabyte, symbol MB) – 106 = 10002 = 1 milion bajtów;
- gigabajt (ang. gigabyte, symbol GB) – 109 = 10003 = 1 miliard bajtów;
- terabajt (ang. terabyte, symbol TB) – 1012 = 10004 = 1 bilion bajtów.

Zaproponowane (opcjonalne) przez IEC przedrostki dwójkowe są wielokrotnościami liczby 2 (210n):
- kibibajt (ang. kibibyte, symbol KiB) – 210 = 1024 bajty;
- mebibajt (ang. mebibyte, symbol MiB) – 220 = 10242 = 1 milion 48 tysięcy 576 bajtów;
- gibibajt (ang. gibibyte, symbol GiB) – 230 = 10243 = 1 miliard 73 miliony 741 tysięcy 824 bajtów;
- tebibajt (ang. tebibyte, symbol TiB) – 240 = 10244 = 1 bilion 99 miliardów 511 milionów 627 tysięcy 776 bajtów.

W praktyce zapis przedrostków dwójkowych jest mało znany (porównaj: wielokrotności bajta: próby rozwiązania) i w przypadku bajtów prefiksy kilo-, mega-, giga- i tera- nie zawsze są używane w znaczeniu potęg tysiąca, lecz zwykle stosuje się je zamiast ich binarnych odpowiedników. Występują także przedrostki mieszane, np. dla dyskietek 1 MB oznacza 1 024 000 bajtów.
Można spotkać się także ze stosowaniem zapisu 1 KB = 1024 B dla odróżnienia od 1 kB = 1000 B, przez osoby nieznające przedrostków dwójkowych:
- kilobajt (ang. kilobyte, symbol KB) – 210 = 1024 bajty.